# Cumulopuntia crassicylindrica
Cumulopuntia crassicylindrica ist eine Pflanzenart in der Gattung Cumulopuntia aus der Familie der Kakteengewächse (Cactaceae). Das Artepitheton crassicylindrica bedeutet ‚dicksäulig‘.

## Beschreibung
Cumulopuntia crassicylindrica wächst als lockerer Strauch. Die ellipsoiden bis etwas zylindrischen, gehöckerten Triebabschnitte sind bis zu 15 Zentimeter lang. Die bis zu 40 und mehr Areolen bedecken die Triebabschnitte vollständig. Es sind bis zu sieben kräftige, abstehende oder ausgebreitete Dornen vorhanden, die bis zu 5 Zentimeter lang sind und sich mehrheitlich in den oberen Triebabschnitten befinden.
Die leuchtend gelben Blüten erreichen Längen von bis zu 5 Zentimeter. Das Perikarpell ist gehöckert und bedornt. Die Früchte tragen ebenfalls Dornen.

## Verbreitung und Systematik
Cumulopuntia crassicylindrica ist in der peruanischen Region Arequipa verbreitet.
Die Erstbeschreibung als Tephrocactus crassicylindricus erfolgte 1956 durch Werner Rauh und Curt Backeberg. Friedrich Ritter stellte die Art 1981 in die Gattung Cumulopuntia. Seine Umkombination war jedoch nach den Regeln des ICBN ungültig, da auf das Basionym ohne Angabe einer Seitenzahl verwiesen wurde. Dies holte Urs Eggli im Jahr 2005 nach. Weitere nomenklatorische Synonyme sind Opuntia crassicylindrica (Rauh & Backeb.) G.D.Rowley (1958) und Sphaeropuntia sphaerica subsp. crassicylindrica (Rauh & Backeb.) Guiggi ( 2016).

## Nachweise